# Cocabiel
Cocabiel (Aramaico: כוכבאל, Grego: χωβαβιήλ), também pronunciado Kôkabîêl, Kôkhabîêl, Kakabel, Kochbiel, Kokbiel, Kabaiel, ou Kochab, considerado o anjo das estrelas, é um anjo caído, o quarto mencionado dentre os 20 anjos sentinelas, líderes dos 200 anjos caídos no Livro de Enoque. Seu nome é geralmente traduzido como  "estrela de Deus," uma vez que ele teria ensinado astrologia aos seus associados.
De acordo O livro do anjo Raziel, Cocabiel é um anjo santo; em outra tradição apócrifa, entretanto, ele é geralmente considerado caído. É dito que Cocabiel comanda um exército de 365 000 espíritos.